# Charlotte Asendorf
Charlotte Asendorf (* 5. September 1919 in Bremen; † 21. Juli 2007 in Seeheim-Jugenheim bei Darmstadt) war eine deutsche Schauspielerin.
Nach Engagements unter anderem in Basel, Freiburg im Breisgau, Köln und Dortmund war Charlotte Asendorf von 1977 bis 1997 Ensemblemitglied im Schauspiel am Staatstheater Darmstadt, dem sie als Gast noch einige Jahre verpflichtet blieb. Hauptsächlich in Nebenrollen war sie eine markante Persönlichkeit. So hat sie oft gerade Randexistenzen mit Wärme, Würde, aber auch mit Witz einprägsam verkörpert.
Bis zuletzt machte sie sich auch durch Rezitationsabende mit Texten etwa von Heinrich Heine, Hannah Arendt, Kurt Tucholsky sowie Else Lasker-Schüler einen Namen.

## Filmografie (Auswahl)
- 1974: Seniorentage
- 1974–1976: Um Haus und Hof (Fernsehserie)
- 1988: Ödipussi
- 1991: Hausmänner
- 1991: Pappa ante portas
- 1994: Tatort – Der schwarze Engel
- 1999: Tatort – Der Heckenschütze
- 1999: Polizeiruf 110 – Schellekloppe
- 2005: Die Diebin & der General
- 2005: Tatort – Todesengel